# Bošnjačko-hrvatski sukob: Prozor-Rama, Uskoplje i Bugojno

## Prozor-Rama
Vlada BiH 1992. godine je donijela odredbe glede vojnog ustroja. Prema tim odredbama, gdje Hrvati imaju većinu, ima se organizirati HVO, a narod Bošnjaka bi bio uključen u njega. S druge strane, ondje gdje narod Bošnjaka ima većinu, ima se organizirati Armija BiH, a pripadnike naroda Hrvata treba uključiti u nju. Međutim, unatoč činjenici da su u Prozor-Rami Hrvati bili većina (skoro apsolutna, 65%), Bošnjaci su formirali usporedni vojni ustroj, protivno Vladinim zaključcima.
Stvar nije stala samo na papirnoj organizaciji, nego i na konkretnim djelima. Utvrdili su se bunkeri, postavila mitraljeska gnijezda, iskopali rovovi. Napravljeno je postrojavanje Armije Republike Bosne i Hercegovine u Prozoru i organizirana je prisega i marširanje kroz grad (i to prije sastanka od 23. listopada). Tijekom stanke potpuno zastalih pregovora, došla je informacija o napadu na položaje HVO-a kod Crnog vrha pri kojima je ubijen vojnik Franjo Zadro. Pregovori su prekinuti, i ubrzo Bošnjaci postavljaju uličnu barikadu kod zgrade stare pošte, nastaje pucnjava koja se rasplamsava u otvoreni sukob koji je potrajao više od pola dana, koji je okončao teškim porazom Bošnjaka.
Nakon prestanka sukoba (25. listopada 1993.) veći dio općine Prozor-Rama je pod kontrolom pripadnika HVO-a. Sam sukob je eskalirao nakon što su pripadnici Armije BiH, u blizini sela Dobrašina, iz zasjede ubili četiri pripadnika HVO-a i onemogućili prolaz snagama HVO-a prema gradu Jajce koje je doživljavalo vrhunac oružanih napada srpskih snaga. Nekoliko dana kasnije, 29. listopada 1992., srpske snage zauzimaju Jajce, što je bio njihov posljednji veći teritorijalni dobitak na području BiH do 1995. godine. Jajce je palo ne zahvaljujući nekom jakom napadu srpske vojske, već zbog svađa i sukoba između Bošnjaka i Hrvata u čitavoj Srednjoj Bosni pa tako i u Jajcu. Srbi su ušetali u Jajce dok je 40.000 bošnjačkih i hrvatskih građana Jajca bježalo u pravcu Travnika.
Težinu sukobu daje to što je vojno i političko vodstvo Bošnjaka u kompletu pobjeglo, uklonivši time mogućnost dvojbe o takvom pristupu izolirane skupine ratnohuškačkih vojnih zapovjednika u redovima naroda Muslimana. Iza istih je ostala gomila dokumentacije (planovi, šifre, materijali sa sastanka povjerenika za gradove i sub-regije, Regije muslimana središnje Bosne), od kojih je osobito opisujuća naredba zapovjednika taktičke grupe OS BiH br. 02-349/59 od 28. kolovoza 1992.:
Istovremeno s početkom sukoba u gradu Prozoru otpočeli su napadi pripadnika Armije BiH na okolna hrvatska sela potpomognuta snagama iz Uskoplja i Jablanice, na što je HVO odgovorio napadima na bošnjačka sela. Nakon sukoba, velik broj civila muslimanske nacionalnosti je napustio grad Prozor i smjestio se na područje susjedne općine Jablanica.
U ranim jutarnjim satima 31. srpnja 1993. godine muslimanske su snage otpočele siloviti napad na pripadnike ramske brigade HVO-a. Sa svojih položaja u selu Kute pripadnici Armije BiH, haubicama od 105 mm, gađali su sam grad Prozor. U protudaru pripadnici HVO-a su ovladali položajima Armije BiH na Crnom Vrhu i Zgonima. Nakon toga HVO izvodi zarobljene Bošnjake kao živi štit na planini Makljen, gdje su mnogi mučeni i ubijeni od strane pripadnika HVO. Prozorski Bošnjaci bježe prema Jablanici, a njihova imovina se otima, pljačka i pali.
██ HVO
██ HVO osvojio od ARBiH
██ VRS
██ VRS osvojila od ARBiH
██ ARBIH
██ ARBiH osvojila od HVO
██ HVO - HZ Soli - bez oružanog sukoba. HVO se sam raspustio, teritorij preuzela ARBiH
██ HVO Bihać - bez oružanog sukoba. Skupa s ARBiH.
██ HVO Sarajevo - HZ Vrhbosna - bez oružanog sukoba. ARBiH prisilno ukinula HVO.
Stravičan zločin se dogodio u hrvatskom selu Uzdol. Ovaj zločin je poznat kao Pokolj u Uzdolu. 14. rujna 1993. godine, u rano jutro više od 120 naoružanih pripadnika Armije BiH izvršili su napad na hrvatsko stanovništvo sela Uzdol (općina Prozor-Rama).  U tome napadu ubijen je 41 Hrvat (29 civila i 12 pripadnika HVO-a). Stanovnici sela su zatečeni na spavanju tako da su tijela ubijenih civila pronalažena u spaljenim kućama ili neposredno oko njih, a nekolicina i na seoskim putovima, dok su pokušavali pobjeći. Sva imovina Hrvata je ili popaljena ili popljačkana. Postrojbe Armije BiH, dva dana poslije Uzdola, počinile su novi ratni zločin nad Hrvatima u Prozor-Rami. Taj zločin je počinjen u selu Hudutsko i poznat je kao Pokolj u Hudutskom. Tog 16. rujna 1993. godine, pripadnici Armije BiH su ubili 22 Hrvata u Hudutskom.

## Uskoplje
Srpska agresija ujedinila je u početku Hrvate i Bošnjake u Uskoplju, u zajedničkoj obrani domova. No, ubrzo su se počeli osjećati napeti odnosi između hrvatskog i bošnjačkog naroda u tim krajevima, prvenstveno radi posljedica srpske agresije i narušavanja demografske strukture zbog velikog hrvatskog izbjeglištva i dolaska na ovo područje iznimno velikog broja Bošnjaka protjeranih od Srba. Već tijekom lipnja 1992. godine javili su se prvi incidenti između hrvatskih i bošnjačkih postrojbi. U njima je bilo nekoliko poginulih i ranjenih vojnika na obje strane. Posljedica tih napetosti i incidenata je da se grad Uskoplje podijelio na dva dijela: hrvatski, koji se naziva Uskoplje, i na bošnjački dio, koji zadržava naziv Gornji Vakuf.
VOS GS HVO 22. srpnja 1992. izvijestio je da je bilo problema u Uskoplju u odnosima između HVO i TO, odnosno muslimanskih snaga. Postoje dva zapovjedništva. Dok se HVO bori i drži borbene crte prema Srbima, muslimanska TO bježi s položaja, paradira po gradovima, pljačka i bacaju ljagu na HVO. Na prostoru srednje Bosne svi zapovjednici TO su pripadnici bivše JNA. Središte muslimanskog fundamentalizma je u Zenici. Cijelom mrežom i situacijom diktira Džemo Merdan stvarajući netrpeljivost i sukobe između muslimana i Hrvata. U Zenici se pripremaju i obučavaju jedinice za djelovanje protiv postrojbi HVO, iste se obučavaju u mudžahedinskom stilu (fanatizam). Postojao je osnovni plan koji se sastoji u tom da iz centra preko Visokog presijeku Kiseljak i Fojnicu te istovremenim udarom preko Uskoplja, Novog Travnika i Travnika odsijeku sve dijelove HB i da zaokruže svoj naum o preuzimanju srednje Bosne u svoju muslimansku džamahiriju što otvoreno propagiraju kroz Tespih diviziju i Handžar diviziju.
U kolovozu 1992. godine srpski agresor pokušava za svoje ciljeve iskoristiti sukobe između Hrvata i Bošnjaka. Srbi topovima napadaju to područje s obližnjeg Vukovskog polja, a tenkovi osipaju jaku vatru sa Sivera. Srpski agresor izveo je jak napad i na grad, 23. rujna 1992. godine, te pričinio veliku štetu na gradskim zgradama. 
Postrojbe Armije BiH pokušavaju zauzeti komunikaciju Bugojno-Uskoplje-Prozor-Rama-Jablanica da bi došli do Mostara i onda krenuli na jug, prema Neumu. Jači sukob između Armije BiH i HVO-a izbio je 23. listopada 1992. godine. Tada je bilo dosta mrtvih vojnika na obje strane.
Sve veće napetosti dovode do pravog ratnog okršaja u noći 10. i 11. siječnja 1993. godine. ABiH pali kuće i gospodarske objekte, zarobljuju vojnike i odvode hrvatske civile. Hrvatski borci uzvraćaju na isti način tek nakon što su doznali za masovne zločine nad Hrvatima. Bošnjačka vojska nemilice granatira hrvatski dio grada, a hrvatska strana uzvraća. Grad gori, borbe bijesne. U tom sukobu vojnici Armije BiH počinili su ratni zločin nad 13 hrvatskih civila i 8 zarobljenih vojnika HVO-a.
Dana 5. veljače 1993. godine izgorio je Dom sv. Ante Padovanskog, a mučki je ubijeno pet mladih hrvatskih vojnika.
Do žestokog sukoba između HVO-a i Armije BiH u Uskoplju došlo je 4. i 5. srpnja 1993. godine, kada su spaljena hrvatska sela Rostovo i Sebešić, a potom su se od Hrvata počela čistiti sela Milići, Ponir, Krupa, Bistrica, Batuša i Pajić Polje. Svi Hrvati iz navedenih sela su protjerani, a neki su i ubijeni. Sva imovina Hrvata je popljačkana ili je spaljenja.
U sukobu između dvije vojske bilo je mnogo ranjenih i ubijenih, sela su spaljena, domovi opljačkani, narod je bježao. Uskoplje je bilo podijeljeni grad. Na siloviti bošnjački napad, uskopaljski HVO je snažno odgovorio te je zadržao jednu polovicu grada. Taj dio grada pod kontrolom HVO-a zove se Uskoplje, po starom nazivu, a pod nadzorom Armije BiH Gornji Vakuf, a to je naziv grada poslije osmanlijske okupacije Bosne i Hercegovine.

## Bugojno
Na prvim demokratskim izborima u Bosni i Hercegovini u općini Bugojno pobjednička stranka je bila Hrvatska demokratska zajednica s 21 zastupnikom, potom su slijedile Stranka demokratske akcije s 20, Srpska demokratska stranka s devet zastupnika, a ostalim stranka je pripalo 10 zastupničkih mjesta. Srpska agresija na Bosnu i Hercegovinu je u svom početku prikrivena. U ožujku 1992. godine Srbi preko noći napuštaju Bugojno. Od preko osam tisuća Srba, ostaje ih tek tristo. Tada se počinju iseljavati i Hrvati, osobito žene i djeca. Oni odlaze u inozemstvo, u Europu, ili u Hrvatsku.
Kako je srpska agresija na Bosnu i Hercegovinu već očita, tijekom svibnja 1992. godine u Bugojnu je uspostavljena prva bojna HVO-a. I dok Hrvati uređuju bojišnice prema srpskom agresoru na Kupresu i Donjem Vakufu, Bošnjaci čekaju što će se dogoditi. U početku srpsku agresiju na Bosnu i Hercegovinu shvaćaju isključivo kao ratni sukob Hrvata i Srba i samo tako se može razumjeti izjava Alije Izetbegovića "...ovo nije naš rat". Samo dio bugojanskih Bošnjaka uključen je u borbu protiv srpskog agresora kao pripadnici HVO-a.
Od sredine 1992. godine Bugojno trpi učestale srpske napade. U rujnu 1992. Srbi granatiraju sam grad Bugojno, granate padaju na sklop župne crkve i župnog dvora, zapaljen je crkveni toranj. U više navrata Bugojno nadlijeću zrakoplovi i bacaju bombe. Kako srpski agresor zauzima područje sjeverno od Bugojna deseci tisuća bošnjačkih izbjeglica slijevaju su u njega. Oni bježe prije svega iz Donjeg Vakufa i iz Jajca i iz drugih dijelova Bosne. Tako se pod pritiskom srpske agresije na Bosnu i Hercegovinu u području Bugojna naglo mijenja demografska slika Bugojna i njegove okolice u korist Bošnjaka. Oni ostaju u gradu, a istodobno Hrvati se iseljavaju pod općim ratnim pritiskom.
VOS GS HVO 22. srpnja 1992. izvijestio je da je bilo problema "pa i u Bugojnu" u odnosima između HVO i TO, odnosno muslimanskih snaga. Postoje dva zapovjedništva. Dok se HVO bori i drži borbene crte prema Srbima, muslimanska TO bježi s položaja, paradira po gradovima, pljačka i bacaju ljagu na HVO. Na prostoru srednje Bosne svi zapovjednici TO su pripadnici bivše JNA. Središte muslimanskog fundamentalizma je u Zenici. Cijelom mrežom i situacijom diktira Džemo Merdan stvarajući netrpeljivost i sukobe između muslimana i Hrvata. U Zenici se pripremaju i obučavaju jedinice za djelovanje protiv postrojbi HVO, iste se obučavaju u mudžahedinskom stilu (fanatizam). Postojao je osnovni plan koji se sastoji u tom da iz centra preko Visokog presijeku Kiseljak i Fojnicu te istovremenim udarom preko Uskoplja, Novog Travnika i Travnika odsijeku sve dijelove HB i da zaokruže svoj naum o preuzimanju srednje Bosne u svoju muslimansku džamahiriju što otvoreno propagiraju kroz Tespih diviziju i Handžar diviziju. Zna se da u sanitetu Bugojno HVO i TO međusobno dijele medicinske uređaje ali uskoro je očekivati da se u potpunosti odvoje jedni od drugih.
Ubrzo se rađaju napetosti između Hrvata i Bošnjaka, koji početkom 1993. godine ozbiljno prijete da se pretvore u ratni sukob. U veljači 1993. godine pripadnici Armije Republike Bosne i Hercegovine postavljaju kontrolne punktove na svim mjestima na kojima dolaze u doticaj s Hrvatima.
Bošnjaci u siječnju 1993. godine preuzimaju vlast u svim gradskim institucijama. Hrvati su isključeni iz upravljanja općinom, ali HVO još djeluje. U siječnju je počela i podjela vojnih snaga, a bošnjačka strana je 17. siječnja 1993. godine napustila sve obrambene položaje prema srpskom agresoru i prepustila obranu isključivo HVO-u. Ubrzo, Bošnjaci poručuju Hrvatima da ne mogu odgovarati za ono što će se dogoditi. Bilo je to vrijeme kada se još mogao dijalog uspostaviti i njime smiriti duhove. Poslije toga, napetosti rastu, događaju se mnoga još uvijek nerazjašnjena umorstva hrvatskih civila, hrvatski puk je preplašen, njegova imovina se bezobzirno otima i pljačka. 
Srpanj 1993. godine bio je katastrofalan mjesec za bugojanske Hrvate. Na punktu u selu Vrbanji 10. srpnja 1993. pripadnici Armije BiH zaustavljaju vozilo u kojemu su bili vojnici HVO-a i bez ikakva obrazloženja na njih otvaraju vatru. U toj pucnjavi ubijena su tri vojnika HVO-a. Među počiniteljima zločina bili su i mudžahedini. Jedan od mudžahedina je poslije pucnjave na vojnike HVO-a kleknuo u lokvu krvi i klanjajući zahvaljivao Allahu.
Sukob za Bugojno između HVO-a i Armije BiH trajao je kratko. Opći napad Armije BiH počeo je 18. srpnja 1993., a sve je dovršeno 28. srpnja 1993. godine. U teškim borbama pripadnici Armije BiH su zauzimali dio po dio grada. U tome ratnom sukobu poginulo je oko 90 pripadnika HVO-a, mnogo je hrvatskih vojnika zarobljeno i odvedeno u logore. Iz Bugojna i s cijelog teritorija bugojanske općine počinje nezapamćeni egzodus oko 13 tisuća hrvatskih civila. Oni bježe ispred bošnjačkih postrojbi preko područja pod srpskim nadzorom na teritorij pod nadzorom HVO-a. Izbjeglice se probijaju kroz minska polja pa ima mrtvih i ranjenih. U Bugojnu ostaje oko tri tisuće Hrvata. Uslijedili su masovni progoni, ubojstva i zatvaranja koje su sproveli ABiH i tadašnji bošnjački politički vrh. Pripadnici Armije BiH zarobili su oko 350 Hrvata koje su na svirep način mučili, neke likvidirali. Armija BiH je osnovala logore ("Stadion") i mučilišta po gradu. Svakodnevna su bila maltretiranja, izgladnjivanja, premlaćivanja, odvođenja na kopanje rovova na prvim crtama bojišnice, prisilna vađenja krvi te odvođenja u nepoznato. Hrvatski branitelji Bugojna poslije su izjavljivali da su znali što ih čeka da se ne bi predali nego borili do kraja. Nepojmljivi su im bili razmjeri zločina koji su ih čekali, a osmišljenih u glavama ljudi "koji su očigledno odavno izgubili zdrav razum". Nakon osam mjeseci zatočeništva u logoru "Stadion", razmijenjena su 19. ožujka 1994. tamošnja 293 hrvatska zatočenika za 1500 Bošnjaka iz "Helidroma". Traga se za tijelima 35 nestalih, od čega 19 logoraša. Sjećanja na tamnovanje zapisao je logoraš Josip Kalaica.

## Vanjske poveznice
- HercegBosna.org 4. kolovoz 1993. – dan kada je zaustavljen zločinački pohod ABiH Skopljanskom dolinom (1)
- HercegBosna.org 4. kolovoz 1993. – dan kada je zaustavljen zločinački pohod ABiH Skopljanskom dolinom (2)
- HercegBosna.org 4. kolovoz 1993. – dan kada je zaustavljen zločinački pohod ABiH Skopljanskom dolinom (3)